# Vũ Công Tuyền
Vũ Công Tuyền (sinh ngày 17 tháng 5 năm 1969) là một cựu cầu thủ bóng đá quốc tế người Việt Nam thi đấu ở vị trí tiền đạo. Ông đã ra sân tám trận cho đội tuyển bóng đá quốc gia Việt Nam vào năm 2000, ghi được chín bàn thắng.

## Thống kê sự nghiệp

### Quốc tế
| Đội tuyển quốc gia | Năm       | Trận | Bàn |
| ------------------ | --------- | ---- | --- |
| Việt Nam           | 2000      | 8    | 9   |
| Tổng cộng          | Tổng cộng | 8    | 9   |

### Bàn thắng quốc tế
| # | Ngày                 | Địa điểm                                                 | Đối thủ     | Bàn thắng | Kết quả | Giải đấu                 |
| - | -------------------- | -------------------------------------------------------- | ----------- | --------- | ------- | ------------------------ |
| 1 | 23 tháng 1 năm 2000  | Sân vận động Thống Nhất, Thành phố Hồ Chí Minh, Việt Nam | Guam        | 2–0       | 11–0    | Vòng loại Asian Cup 2000 |
| 2 | 23 tháng 1 năm 2000  | Sân vận động Thống Nhất, Thành phố Hồ Chí Minh, Việt Nam | Guam        | 3–0       | 11–0    | Vòng loại Asian Cup 2000 |
| 3 | 23 tháng 1 năm 2000  | Sân vận động Thống Nhất, Thành phố Hồ Chí Minh, Việt Nam | Guam        | 4–0       | 11–0    | Vòng loại Asian Cup 2000 |
| 4 | 23 tháng 1 năm 2000  | Sân vận động Thống Nhất, Thành phố Hồ Chí Minh, Việt Nam | Guam        | 6–0       | 11–0    | Vòng loại Asian Cup 2000 |
| 5 | 23 tháng 1 năm 2000  | Sân vận động Thống Nhất, Thành phố Hồ Chí Minh, Việt Nam | Guam        | 11–0      | 11–0    | Vòng loại Asian Cup 2000 |
| 6 | 26 tháng 1 năm 2000  | Sân vận động Thống Nhất, Thành phố Hồ Chí Minh, Việt Nam | Philippines | 1–0       | 3–0     | Vòng loại Asian Cup 2000 |
| 7 | 7 tháng 11 năm 2000  | Sân vận động Tinsulanon, Songkhla, Thái Lan              | Campuchia   | 4–0       | 6–0     | Tiger Cup 2000           |
| 8 | 7 tháng 11 năm 2000  | Sân vận động Tinsulanon, Songkhla, Thái Lan              | Campuchia   | 6–0       | 6–0     | Tiger Cup 2000           |
| 9 | 13 tháng 11 năm 2000 | Sân vận động Tinsulanon, Songkhla, Thái Lan              | Lào         | 2–0       | 5–0     | Tiger Cup 2000           |